# Heathkit
Heathkit — торговая марка наборов для самостоятельной сборки радиоэлектронных устройств, производимых и продаваемых компанией Heath Company из США. За десятилетия существования марки номенклатура наборов включала сотни наименований, в том числе радиоизмерительные приборы, оборудование для любительской радиосвязи, аппаратуру звуковоспроизведения, электронные часы, калькуляторы, домашние компьютеры и прочее.

## История

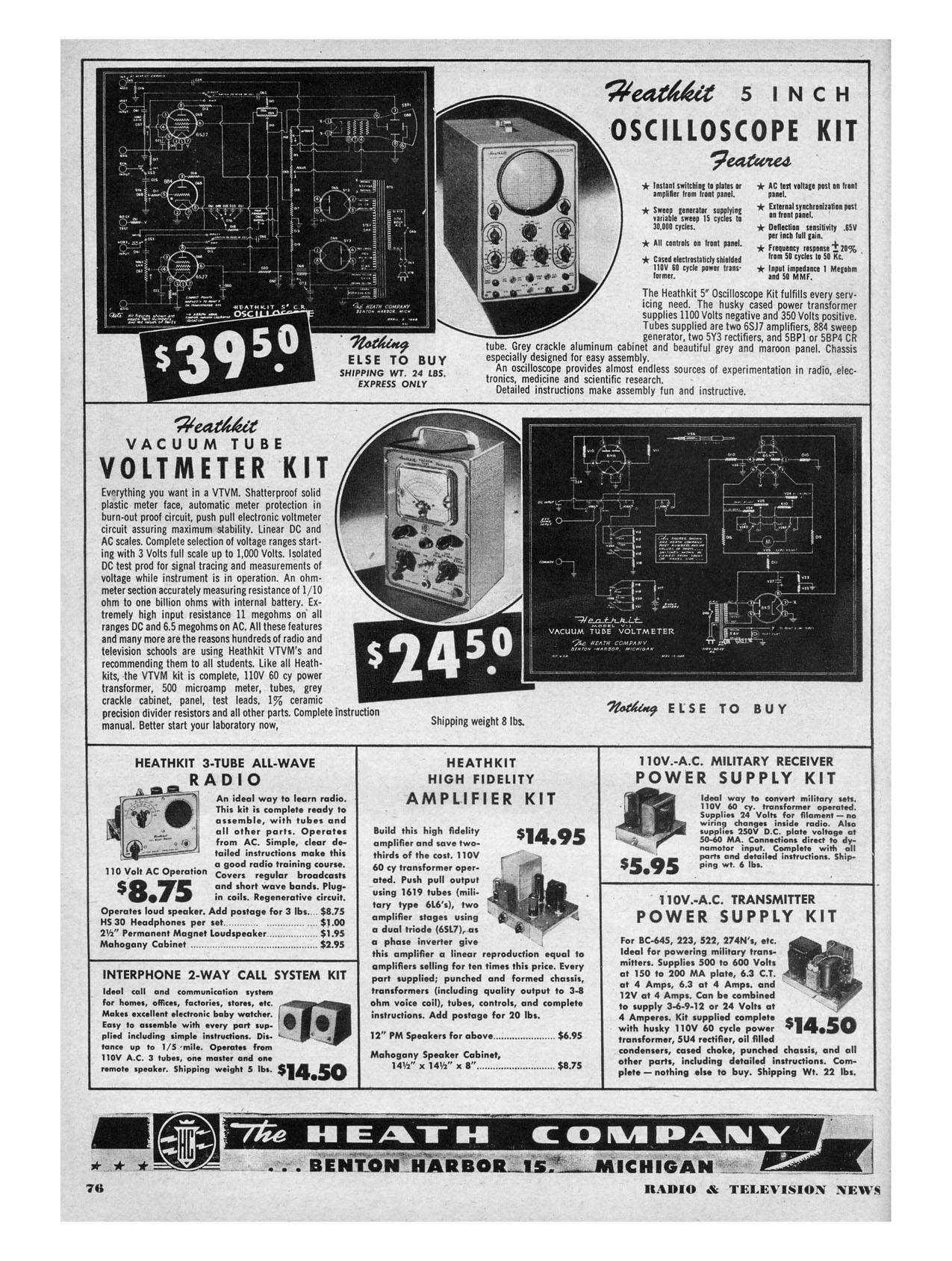
Реклама 1949 года

Компания Heath была основана в 1911 году Эдвардом Байардом Хитом в Чикаго (Иллинойс) и занималась продажей запчастей и материалов для энтузиастов-авиастроителей. В 1926 году Хит сконструировал, построил и испытал легкий одноместный самолёт Heath Parasol, и первым осуществил идею продавать свой самолёт в виде набора деталей и исчерпывающей документации. После смерти Хита во время испытательного полета в 1931 году компания реорганизовалась и переехала из Чикаго в Найлс, штат Мичиган. Heath Parasol несколько лет пользовался популярностью, он был прост в постройке и прошёл официальное лицензирование. Тем не менее компания в конце концов обанкротилась. В 1935 году её купил Говард Энтони и еще некоторое время торговал лёгкими самолётами.
После Второй мировой войны Энтони решил переориентироваться на рынок радиолюбительской продукции. Он купил большой запас излишков военных электронных деталей с намерением комплектовать из них наборы для радиолюбителей. В 1947 году Heath представил свой первый электронный набор — осциллограф O1 с 5-дюймовой электронно-лучевой трубкой, который продавался за 39,50 доллара США (эквивалентно 479 долларам США в 2021 году) — цена была непревзойденной на тот момент, и осциллограф стал лидером продаж.
После успеха набора осциллографа Heath продолжил выпускать десятки разнообразных продуктов под маркой Heathkit. Эти радиоконструкторы оказали влияние на формирование двух поколений радиолюбителей. Изделия Heathkit не были примитивными игрушками: покупатель, при известной аккуратности, мог построить из них аппараты, сопоставимые по параметрам с заводским изделием, по значительно более низкой цене.
Heathkit производил электронные наборы с 1947 по 1992 год. После закрытия этого бизнеса компания Heath продолжала свою деятельность в области образования и световых контроллеров с датчиками движения. Бизнес по контролю освещения был продан около 2000 года. Компания объявила в 2011 году, что они возвращаются в бизнес по производству наборов после 20-летнего перерыва, но затем подала на банкротство в 2012 году, и под новым руководством начала реструктуризацию в 2013 году. На 2022 год компания имеет живой веб-сайт с новыми продуктами, услугами, винтажными наборами и запасными частями на продажу.

## Продукция

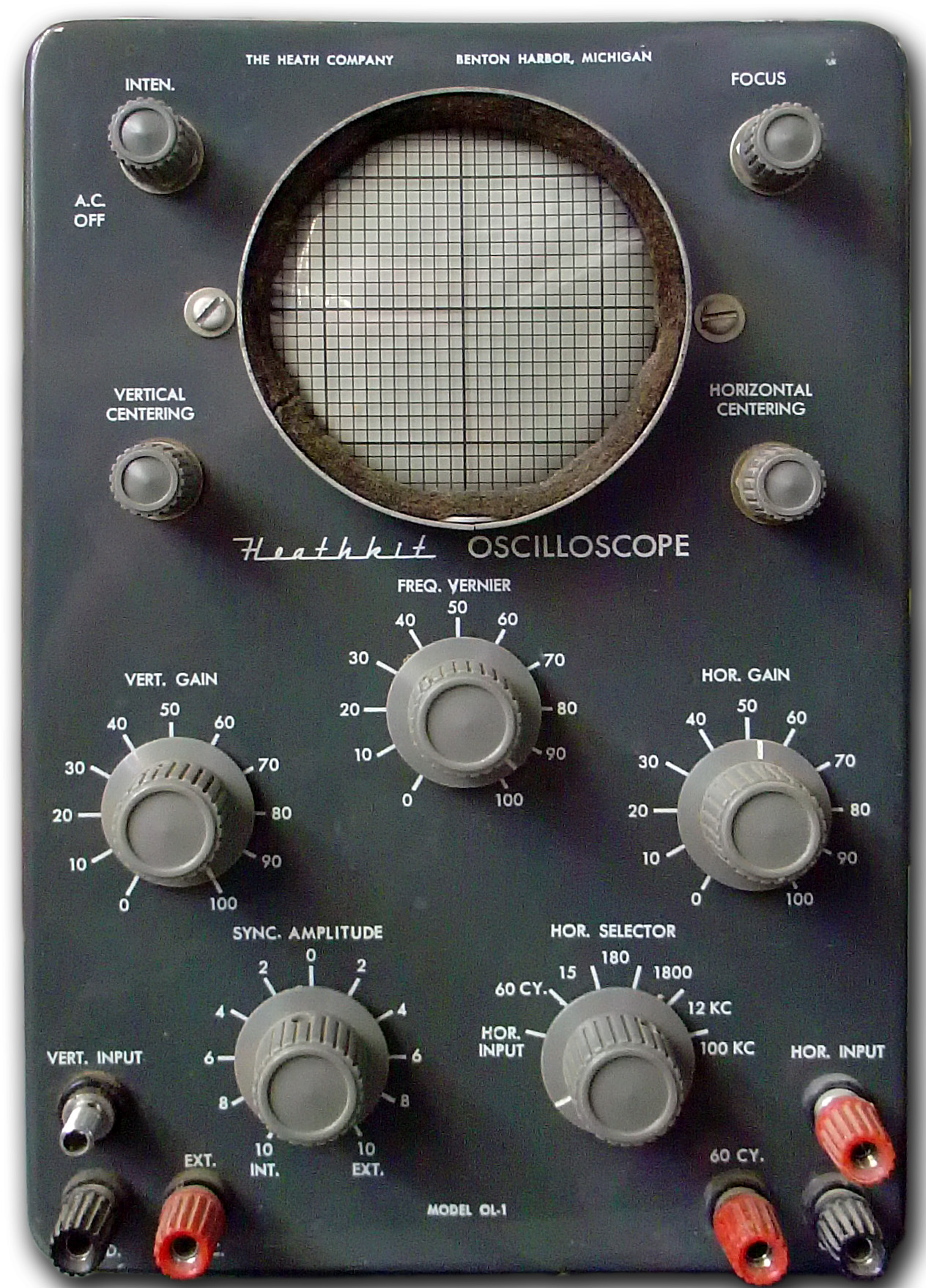
Осциллограф OL-1, 1954
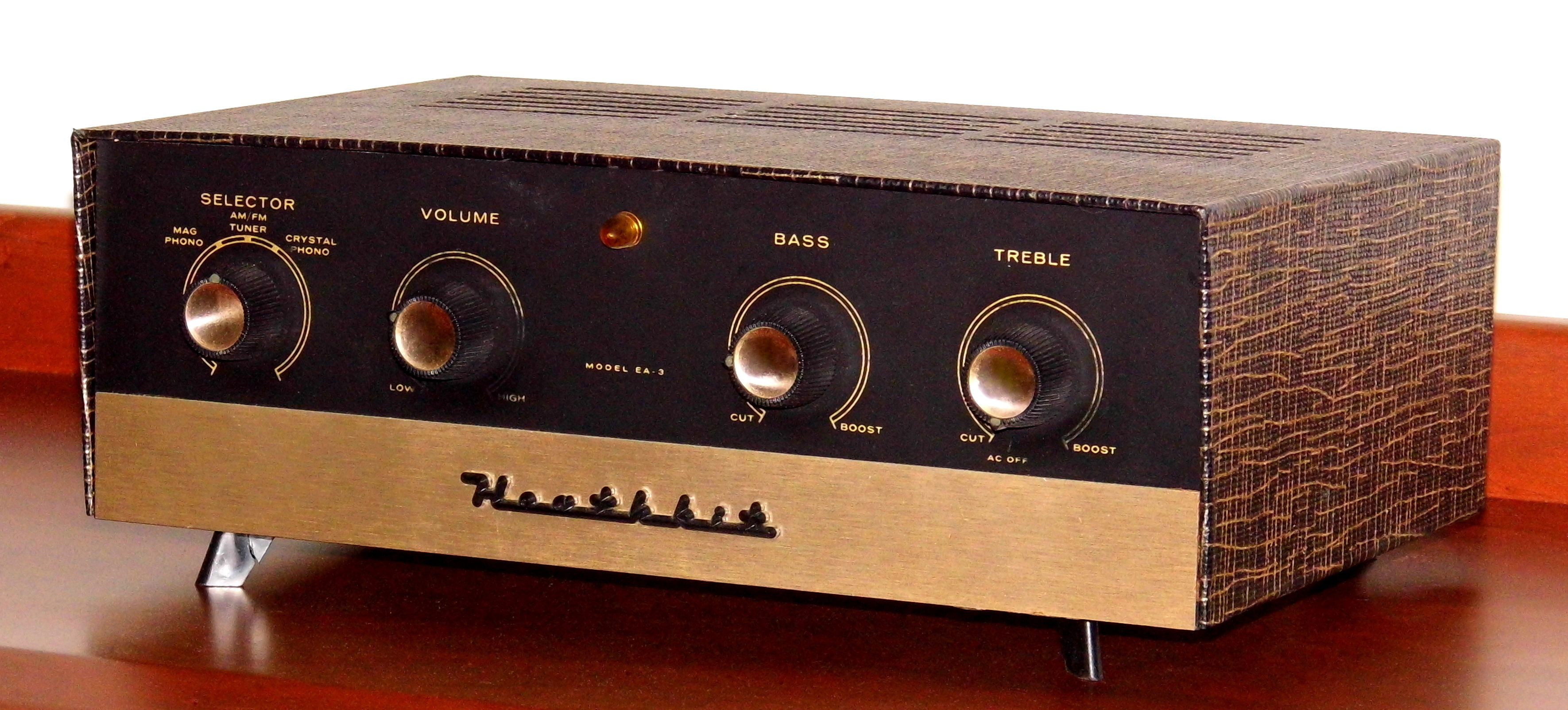
Ламповый усилитель низкой частоты EA-3, 1957
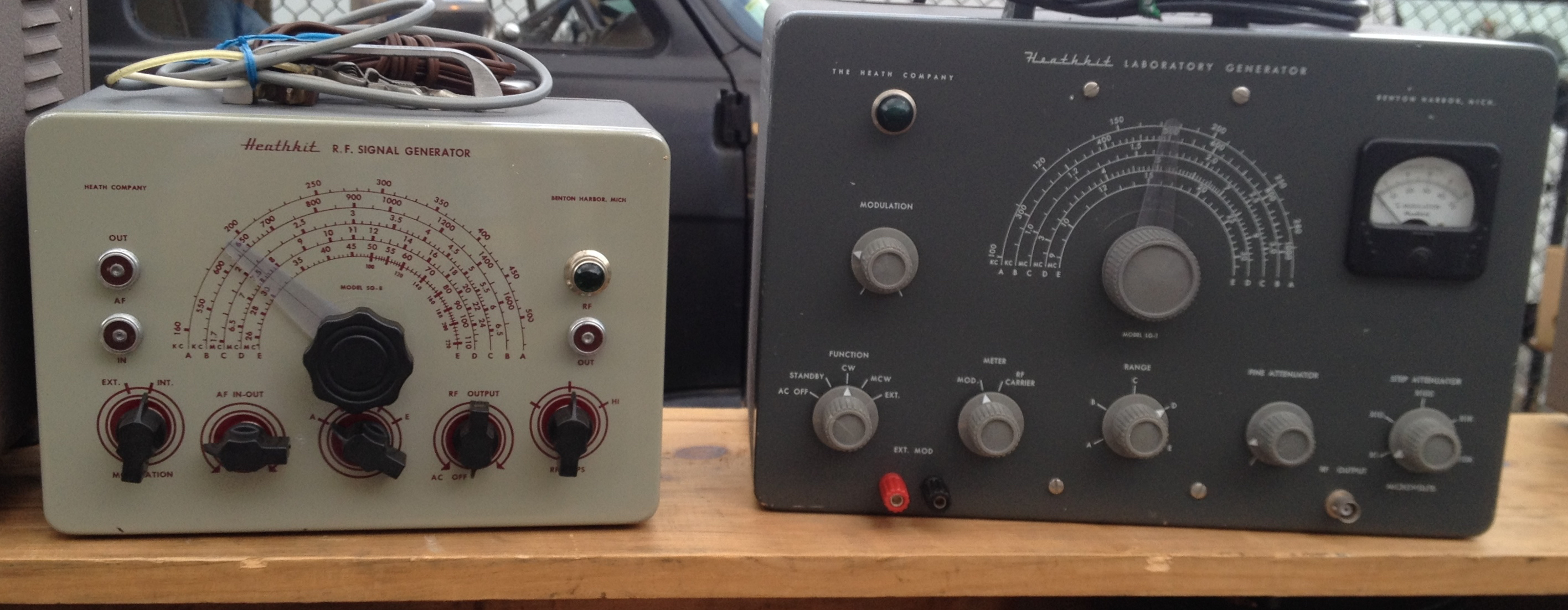
Генераторы сигналов SG-8 (1959)[4] и LG-1 (1955)
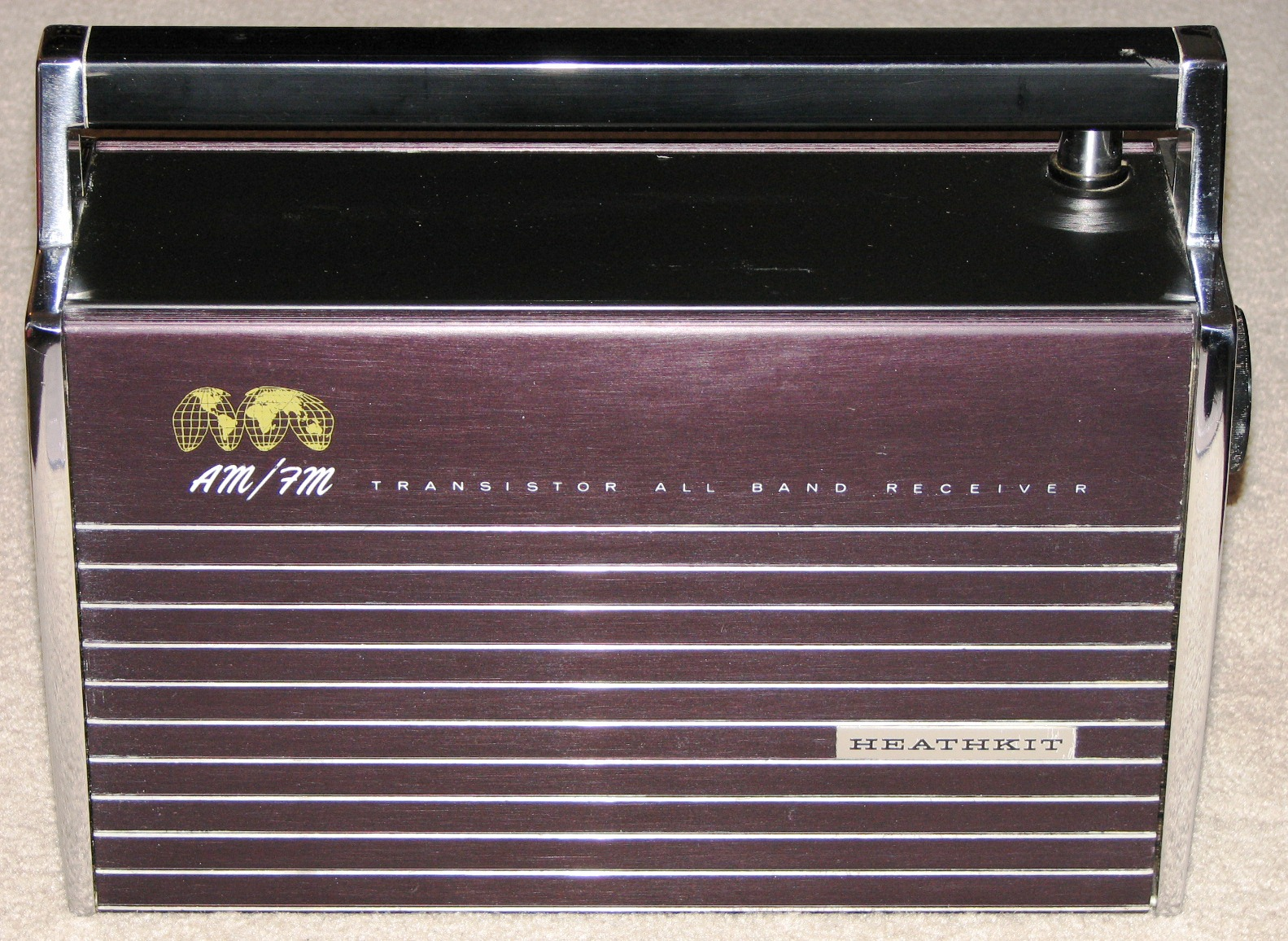
Всеволновый транзисторный приёмник GR-43, 1966
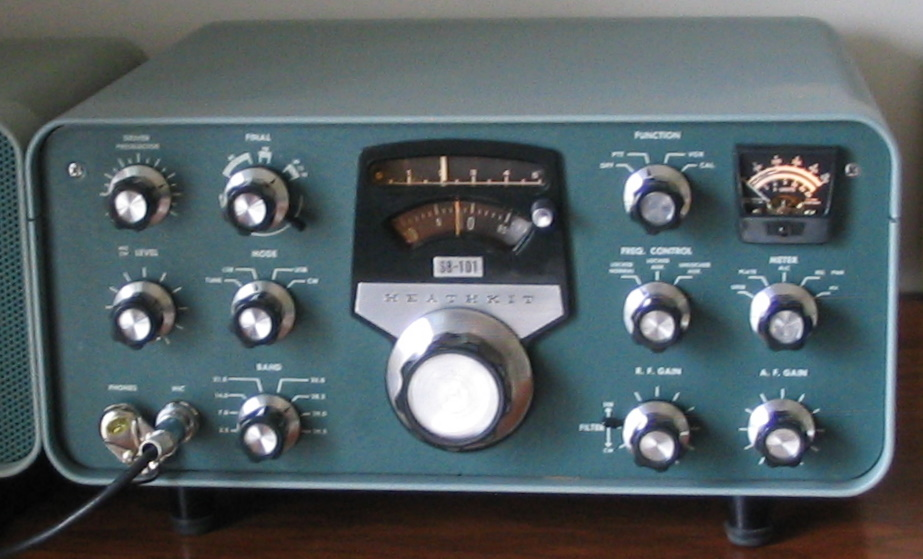
Коротковолновый трансивер SB-101 для любительской радиосвязи, 1968
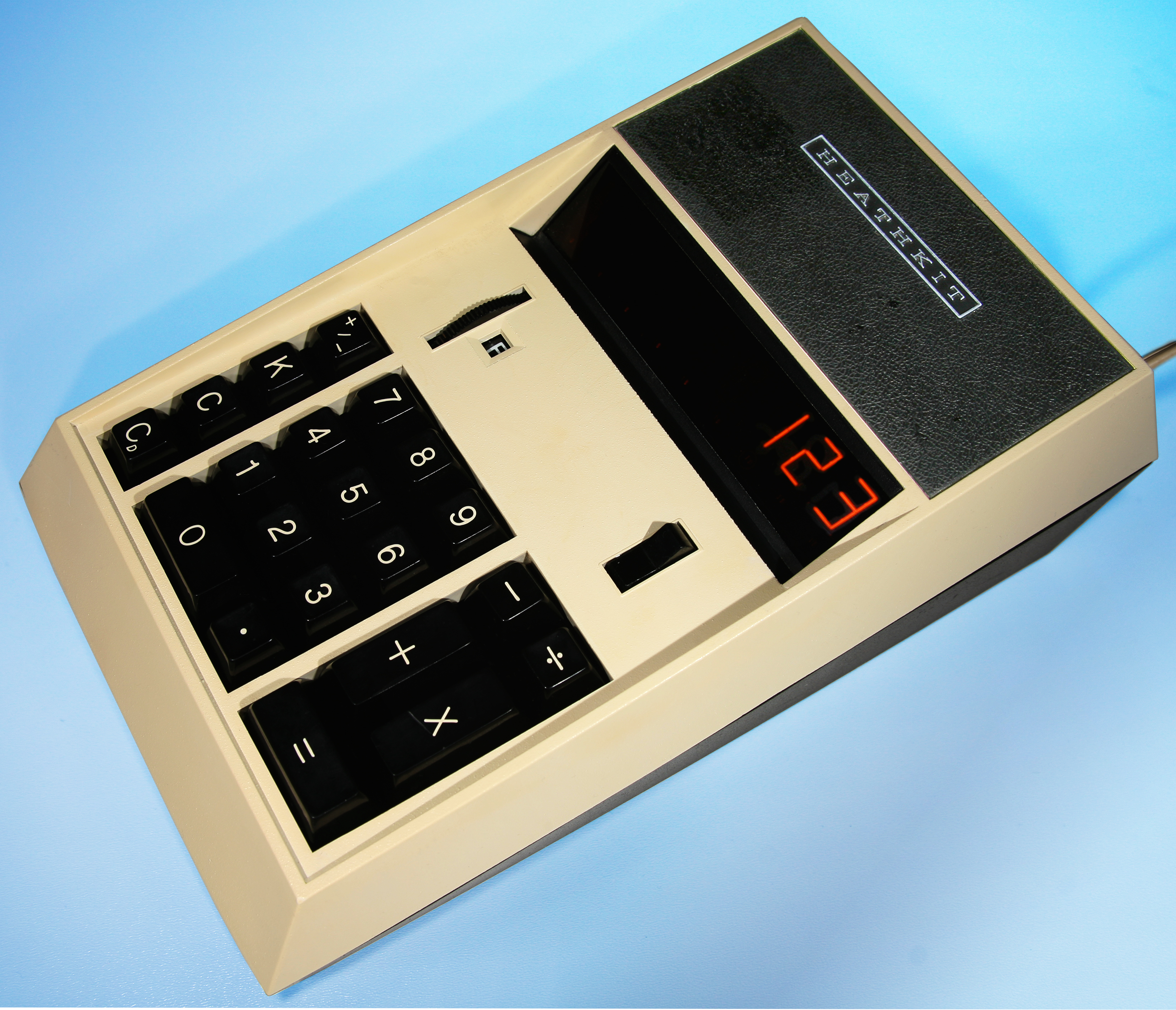
Настольный калькулятор IC-2008A, 1972
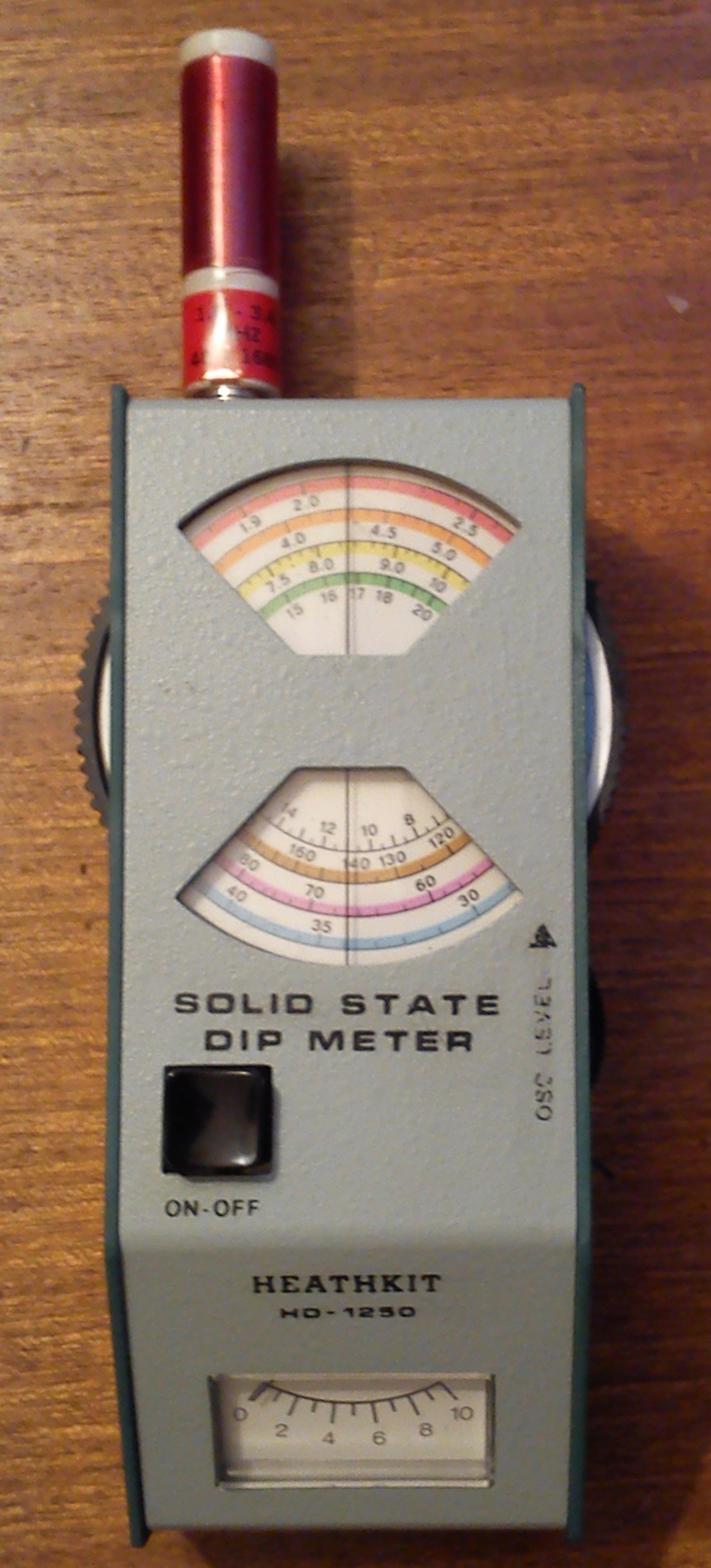
Гетеродинный индикатор резонанса HD1250, 1975
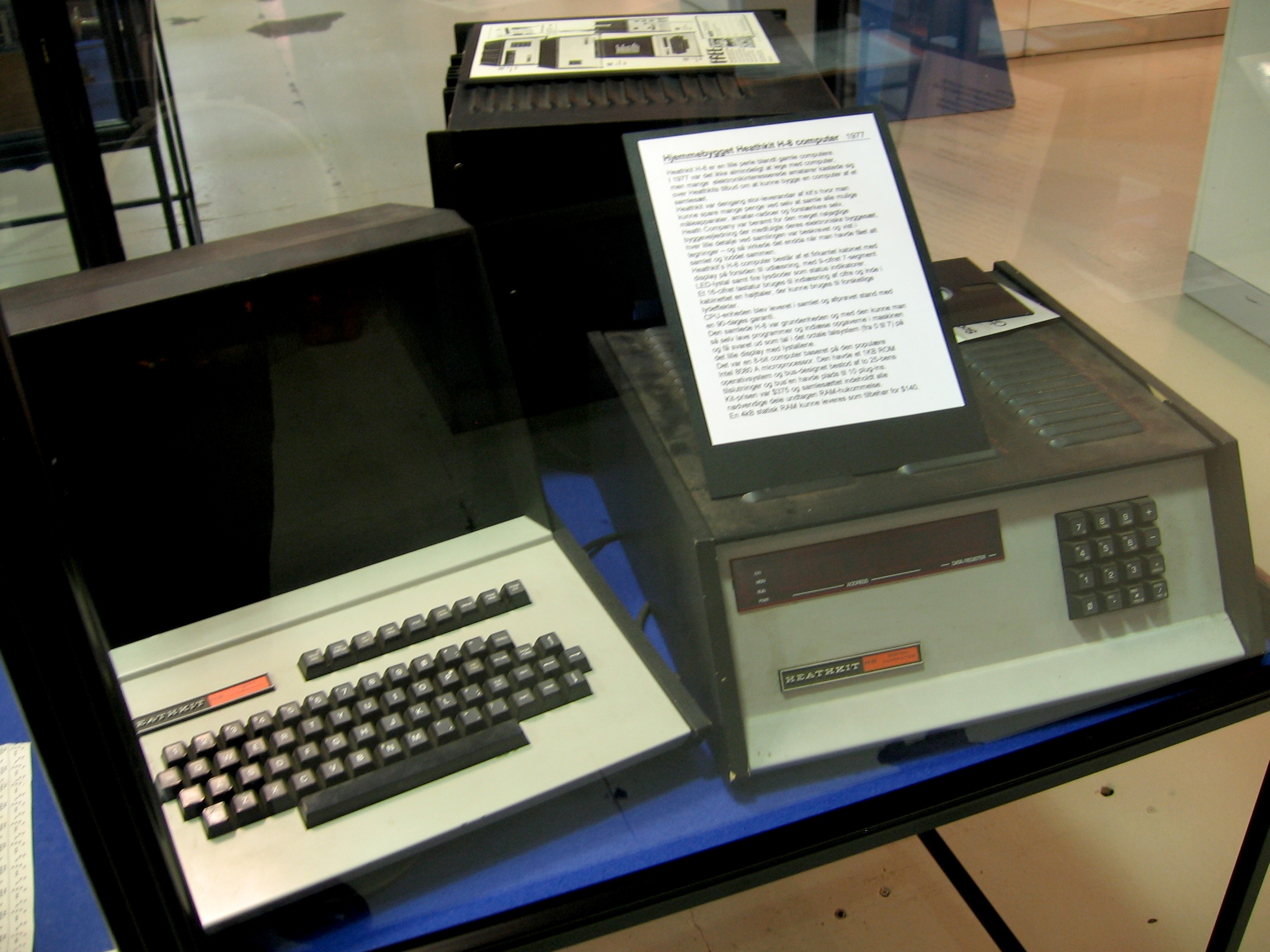
Компьютер H-8, 1978